# Sleipnir
Sleipnir je konj Odina, vrhovnoga boga u nordijskoj mitologiji.
Sleipnir je sivac, a karakterizira ga njegovih osam nogu, koje najvjerojatnije simboliziraju njegovu brzinu, jer, on je najbrži konj na svijetu. I ne samo to − on jednako dobro trči zemljom, zrakom i morem.
Jedini ga je Odin mogao jahati. 

## Sleipnirovo porijeklo
Bilo je to kada su bogovi odlučili izgraditi grad za sebe da je došao neki graditelj i ponudio bogovima Asima da će im načiniti grad toliko čvrst da ni gorski ni mrazni divovi ne bi mogli ući u nj. Za plaću je tražio sunce i mjesec i božicu Freyju. Bogovi su se počeli savjetovati, a činilo se da ih je Loki ponajviše nagovarao. Na kraju bogovi pristadoše na cijenu ako ga uspije izgraditi tijekom zime, s tim da mu nitko ne smije pomagati. Graditelj je ipak tražio da mu se dopusti da koristi svoga konja Svadilfarija, a Loki predloži da bude tako.
I tako graditelj započne s gradnjom uz pomoć svoga konja koji je dovlačio kamen. A dovlačio je upravo kamene planine! To se bogovima učinilo vrlo sumnjivim, no kako je bog Thor bio na istoku gdje se borio protiv trolova, bogovi nisu poduzimali ništa. Ali tri dana prije početka proljeća bogovi su uvidjeli da će grad uskoro biti gotov, a kako nisu željeli izgubiti najdražu im božicu, a ni sunce ni mjesec, počeli su razmišljati o tome tko je uopće predložio da se Freyja uda za diva. Svi su znali da je tako loš prijedlog morao doći od Lokija. Rekoše mu da mora smisliti način da poništi loš dogovor ili će se loše provesti. 
Navečer, kada je graditelj vozio kamen, iz šume istrči prelijepa bijela kobila, a Svadilfari podivlja i pobjegne za njom. Graditelj ga nije uspio naći, a grad nije bio dovršen na vrijeme te je pobjesnio. Bogovi su tada shvatili da je on zapravo gorski div, te su odmah pozvali najjačeg od njih, Thora da ga otjera bez sunca, mjeseca i Freyje. I bi tako.
A Loki, koji je posjedovao moć metamorfoze, uskoro je rodio sivo osmonogo ždrijebe koje je dobio Odin. A bio je to najbolji konj što su ga ikada posjedovali bogovi ili ljudi.